# Flores de Shanghái
Flores de Shanghái (título original en chino: 海上花) es una película del director Taiwanés Hou Hsiao-Hsien(chino tradicional: 侯孝賢; chino simplificado: 侯孝贤; hanyu pinyin: Hóu Xiàoxián). Fue producida en el año 1998. El cuento original Las muchachas cantoras de Shanghái o Flores de Shanghái fue escrito por el escritor Han Bangqing, en el dialecto Chino Wu, más tarde fue traducido al chino y al inglés por Eileen Chang.  Ganó un premio en Festival de Premios Caballo de Oro de Cine de Taipéi 35th, y fue nominada a la Palma de Oro (mejor película). 

## Sinopsis
La película se centra en las relaciones entre cortesanas y hombres poderosos en el marco de suntuosos burdeles de Shanghái en 1880.
"Hai Shang Hua" está basada en la versión de Eileen Chang que explica la historia de los burdeles y sus maestras (las cortesanas).
El burdel de Zhau es dirigido por la experta Pearl, una cortesana con considerable independencia y poder. Ella disfruta de una pacífica relación con el patrón Master Hong, y se usa esta pareja para relacionar las distintas historias que van ocurriendo.
En los esfuerzos de ganar el beneplácito y la amistad del oficial de la corte Master Wang, los dueños del burdel lo invitan a una fiesta nocturna donde le enseñan las mejores cortesanas y se enamora perdidamente de Crimson. Se sabía que Crimson tenía un romance secreto con un cantante de ópera y por eso Hong intenta disuadir a Wang de intentar ser el único patrón de Crimson, pero no lo consigue. Después de un par de "sesiones" descubre que sus amigos están en contra de su decisión y eso crea una confrontación constante entre Crimson y Wang. Finalmente, aunque Wang sigue enamorado de Crimson, decide dejarla y elegir a la tranquila Jasmin.
Por culpa de ese incidente la reputación del burdel baja y Crimson pierde el poder de ser una cortesana. Por otro lado, Jasmin consigue fortuna y poder gracias a la exclusividad con Wang.
Después, la recién llegada al burdel de Pearl cortesana y a la vez aprendiz Jade conoce a Shuren y los dos empiezan una relación seria. Cuando Jade descubre que el tío de Shuren ha arreglado un matrimonio para él y no puede cumplir su promesa de hacerla su esposa, ella lo obliga a tomar opio y morir con ella. Shuren al final entra en pánico y los dos se salvan. El maestro Hong y Pearl interfieren, Shuren paga $ 10.000 para que Jade pudiera comprar su contrato y casarse como una mujer libre.
Seguidamente se explica la historia de Emerald que es la cortesana más bella: el huevo de oro del burdel de Huang. Su encanto se basa en un mezcla de belleza y personalidad. Aparte, es suficientemente inteligente de no hacerse exclusiva con nadie. Ella descubre que Master Luo está tan enamorado de ella que no le importa esperar mientras ella "entretiene" a otros clientes en la habitación de al lado. Así es como ella usa esta información para negociar con Huang.
Huang, que tiene todos los malos hábitos de una cortesana: juega, tiene deudas y muchos amantes, para suplir sus deudas antes de dejar libre a Emerald, debe encontrar a una sustituta, lo que negocia a lo largo de la película. Finalmente, gracias a la ayuda del Master Hong y Emerald, Luo consigue negociar un precio satisfactorio para sacar a Emerald de la vida de los burdeles.

## Reparto
Tony Leung (Liang Chaowei) como Wang Liansheng 王莲生
Michiko Hada como Shen Xiaohong 沈小红
Michelle Reis (Li Jiaxing) como Huang Cuifeng 黄翠凤 
Carina Lau (Liu Jialing) como Zhou Shuangzhu 周双珠
Annie Yi como Zhu Jinhua 诸金花 

## Duración
130 min

## Género
Drama | siglo XIX. Prostituciòn

## Título original
Hai shang hua

## Año
1998

## País
Taiwán

## Guion
Eileen Chang, Tien-Een Chu (Novela: Han Ziyun)

## Música
Yoshihiro Hanno, Du-Che Tu

## Premios
1998: Festival de Cannes: Nominada a la Palma de Oro (mejor película)